# Nikolász Iliász
Nikolász Iliász, född 3 november 1991, är en ungersk fäktare som tävlar i sabel.

## Karriär
Vid VM 2009 i Antalya tog Iliász brons tillsammans med Tamás Decsi, Balázs Lontay och Áron Szilágyi i lagtävlingen i sabel. Vid EM 2013 i Zagreb tog han silver tillsammans med Csaba Gáll, Csanád Gémesi och Áron Szilágyi i lagtävlingen i sabel. Vid VM 2016 i Rio de Janeiro tog Iliász silver tillsammans med Tamás Decsi, András Szatmári och Áron Szilágyi i lagtävlingen i sabel.
Vid EM 2025 i Genua tog Iliász guld tillsammans med Krisztián Rabb, András Szatmári och Áron Szilágyi i lagtävlingen i sabel efter att ha besegrat Italien i finalen.